# ペリリルアルコールデヒドロゲナーゼ
ペリリルアルコールデヒドロゲナーゼ（perillyl-alcohol dehydrogenase）は、次の化学反応を触媒する酸化還元酵素である。
ペリリルアルコール + NAD+ {\displaystyle \rightleftharpoons } ペリリルアルデヒド + NADH + H+
反応式の通り、この酵素の基質はペリリルアルコールとNAD+、生成物はペリリルアルデヒドとNADHとH+である。
組織名はperillyl-alcohol:NAD+ oxidoreductaseである。